# Burg Freyberg
Die Burg Freyberg ist eine abgegangene Spornburg auf einem 575 m ü. NN hohen Bergsporn bei dem heutigen Weiler Freyberg der Gemeinde Gutenzell-Hürbel im Landkreis Biberach in Baden-Württemberg.
Die 1237 erwähnte Burg wurde von den Herren von Freyberg (Vriberc), die mit den Herren von Hürbel stammverwandt waren, erbaut und vor 1520 zerstört. Von der ehemaligen Burganlage sind nur noch die Reste des Burghügels und des Halsgrabens erhalten.